# Валютный сертификат
Валютный сертификат, или валютный чек, иногда сокращённо FEC — инструмент валютного контроля в странах с замкнутыми (неконвертируемыми) или ограниченно конвертируемыми национальными валютами. Условия оборота подобных чеков существенно различались в каждой конкретной стране.

## Разновидности
Некоторые из основных типов валютных сертификатов:
- Сертификат на покупку иностранной валюты по определённому курсу, часто для определённой цели, например для финансирования импорта. Сертификаты такого типа требовались во многих европейских странах после Второй мировой войны.
- Сертификат, номинированный в местной валюте, который иностранные граждане обязаны использовать для некоторых или всех своих покупок. Обменный курс может быть более выгодным для иностранного визитёра, чем официальный коммерческий курс. Цель таких сертификатов состояла в том, чтобы направить иностранную валюту в государственную казну, а не на чёрный рынок. Этот тип FEC использовался в Германии в 1931—1948 годах, в Китае в 1980—1994 годах и на Кубе в 1995—2015 гг.
- Сертификат, на который местные жители обязаны обменивать любую иностранную валюту, которую они получают в качестве части своей заработной платы или денежных переводов от родственников или друзей, проживающих за границей. Эти сертификаты могут быть приняты в качестве оплаты в определённых магазинах, которые в противном случае продают товары только иностранным гражданам в обмен на иностранную валюту. Этот тип ТЭК выпускался в Советском Союзе в 1961—1989 гг. (чеки Внешпосылторга, сертификаты для моряков и сотрудников «Аэрофлота»).
- Сертификаты для оборота в закрытых экономических зонах (например, рубль Шпицбергена для сотрудников предприятия «Арктикуголь»). Цель подобных сертификатов состояла в том, чтобы не допустить дефицита товаров в случае неконтролируемого притока денег из-за пределов зоны.

## Исторические примеры
Как правило, сертификаты использовались в странах с экономикой мобилизационного типа и/или высокой степенью вмешательства государства в экономику (включая практически все страны бывшего Варшавского договора и СЭВ), поскольку их возможности внешней торговли были ограничены.
Валютные чеки с номиналом в национальной валюте, но по особому курсу:
- Советский Союз (чеки Торгсина в начале 1930-х гг., чеки Внешпосылторга, товарные сертификаты для сотрудников Аэрофлота и моряков в 1961—1991 гг., чеки и жетоны предприятия «Арктикуголь» на Шпицбергене с конца 1940-х до начала 1990-х гг.)[2] С 1967 по 1984 к примеру северокорейским рабочим присланным в СССР платили сертификатами вместо валюты.[3]
- Китай (1980—1994 годы)[4][5]
- ГДР (Форум-чек, курс привязан к марке ГДР)
- КНДР[6] — существовали отдельно сертификаты, номинированные в северокорейской воне, для дружественных стран (красные банкноты, монеты с одной звездой) и сертификаты для туристов из капиталистических стран (зелёные и синие банкноты, монеты с двумя звёздами). Оба типа изъяты из обращения в 2002 г., когда в КНДР был разрешён свободный обмен валюты.
- Куба — с 1985 г. было выпущено несколько различных типов валютных сертификатов INTUR и разменных монет для них с курсом, приравненным к доллару США; в 1994 гг. их сменило кубинское конвертируемое песо, курс которого постепенно стал плавающим; был изъят из обращения в январе 2021 г.
- Чехословакия (чеки Tuzex)
- Болгария (чеки Balkan Tourist, Corecom, а также Болгарского народного банка)[7][8]
- Румыния (боны Румынской судоходной компании NAVROM, несколько вариантов для разных регионов)[9] (до 1990)
- Вьетнам
- Албания (до 1992)
- Югославия (чеки «Putnik» 1950-х гг. и чеки Народного банка 1980-х гг.)

Валютные чеки с номиналом в иностранной валюте:
- Польша[10] (Bon Towarowy PeKaO, en:Bon Towarowy PeKaO) — номинал выражался в долларах США
- Зимбабве[11] (боны «конвертируемого доллара», англ. bond dollar)
- Мьянма (Бирма) (до марта 2013 г.)[12]

### Примеры жёсткого валютного контроля без валютных сертификатов
Ввоз и вывоз национальной валюты запрещён:
- Гана, Израиль — 1980-е гг. в обоих случаях.

Прочее:
- Нацистская Германия — принудительный заниженный курс обмена для валют оккупированных и зависимых стран, особые типы марок для ограниченного обращения (оккупационная рейхсмарка, лагерные деньги, деньги гетто, боны вермахта)

## Галерея

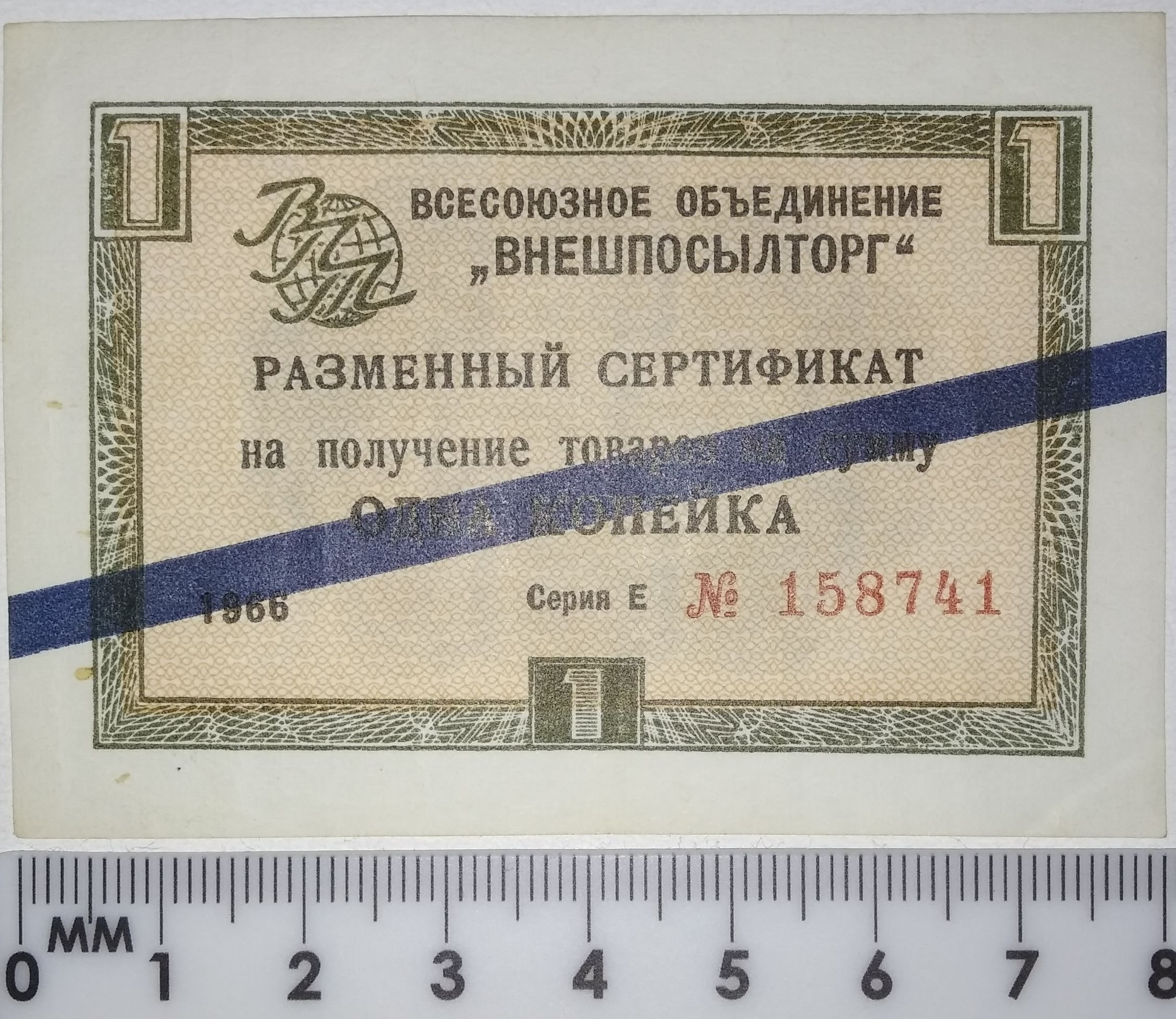
Разменный сертификат на одну копейку с синей полосой (1966 год)
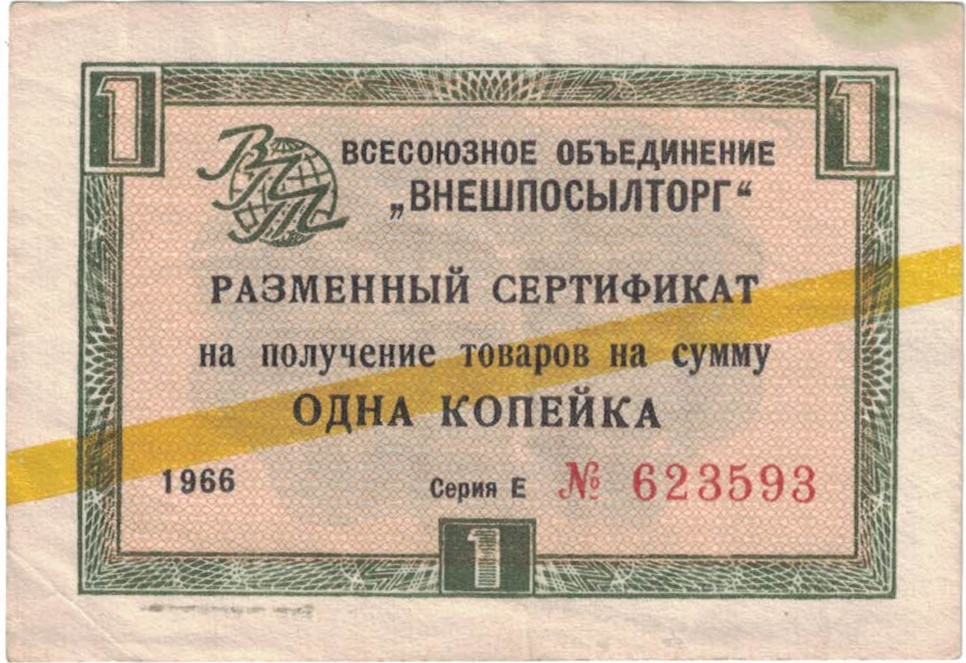
Разменный сертификат на одну копейку с жёлтой полосой (1966 год)
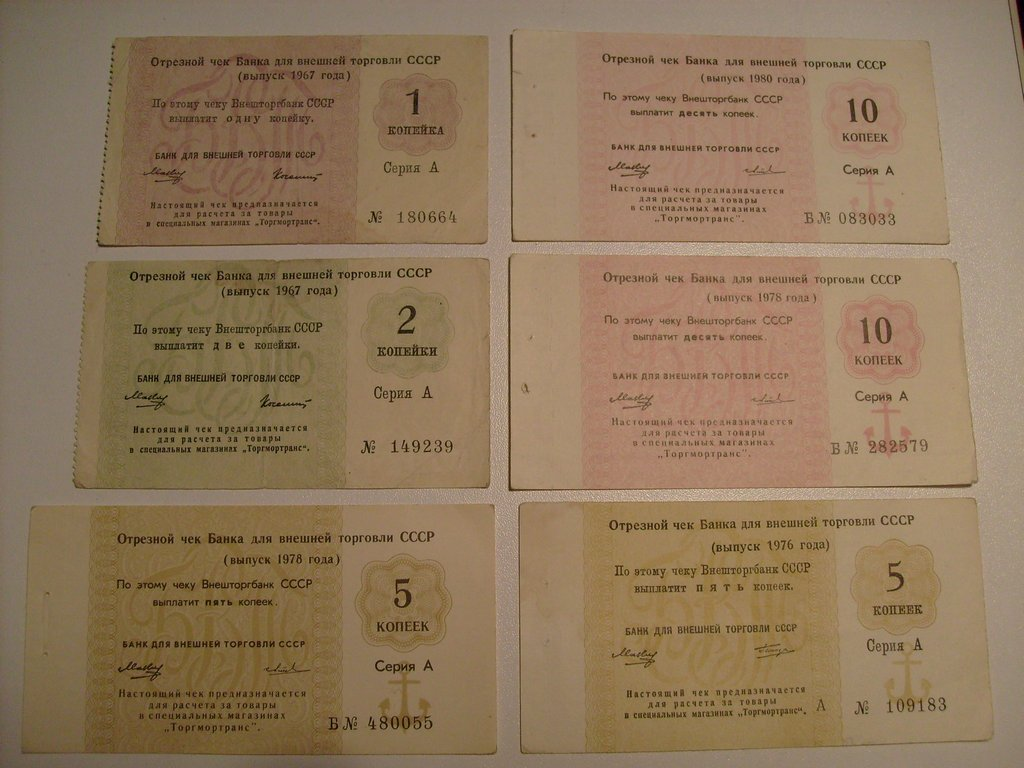
Чеки серии «А» для моряков (серии с 1967 по 1980 гг.)
Односторонний отрезной чек на 5 копеек для круизных судов. 1985 год
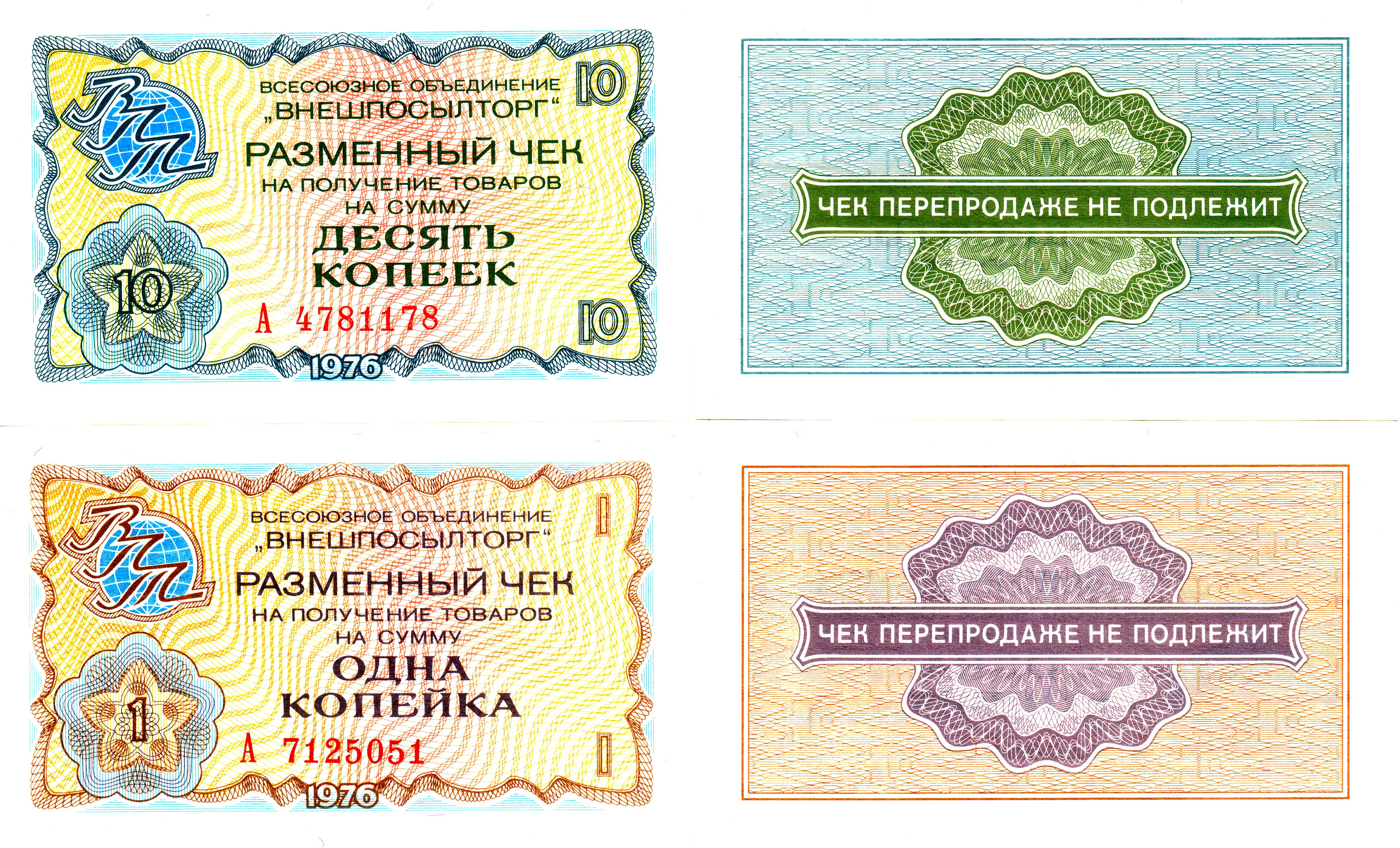
Валютные чеки Внешпосылторга на 1 и 10 копеек. 1976 год
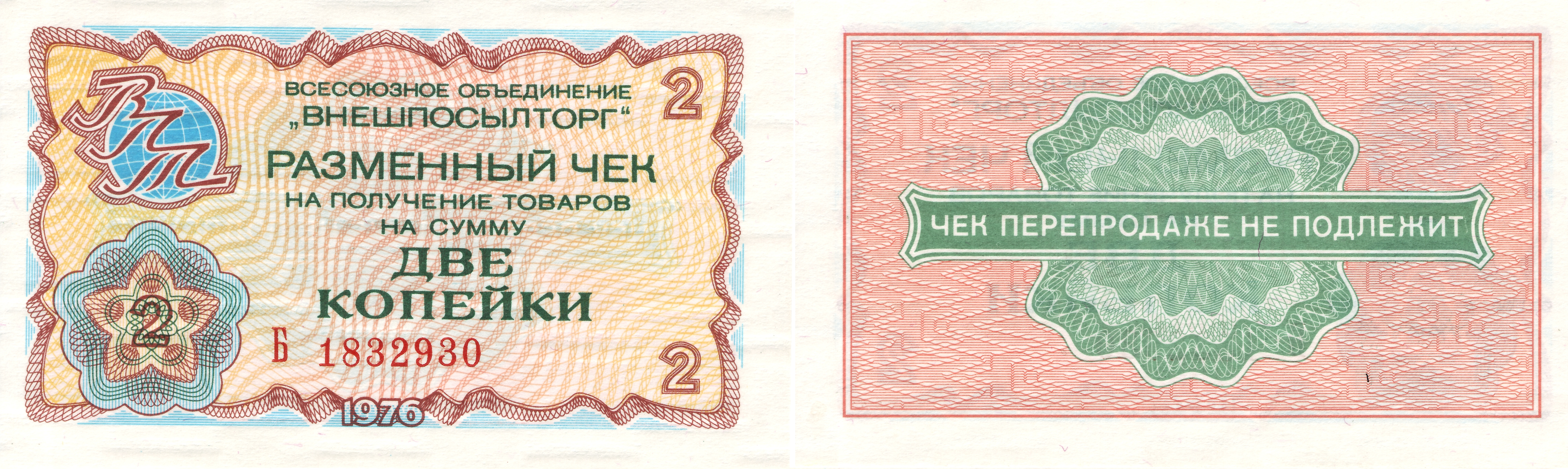
Валютный чек Внешпосылторга на 2 копейки. 1976 год
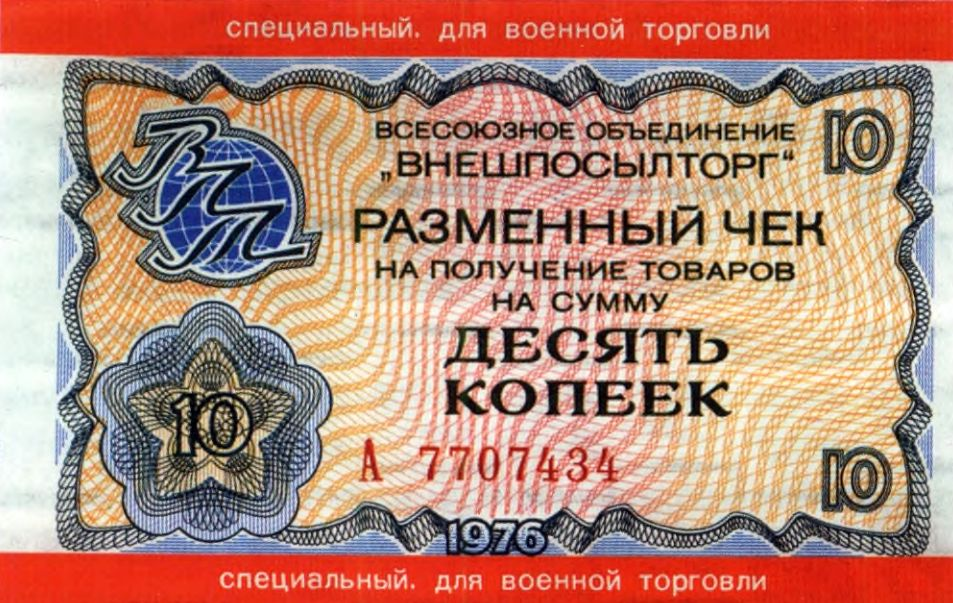
Чек Внешпосылторга на 10 копеек для военной торговли. 1976 год
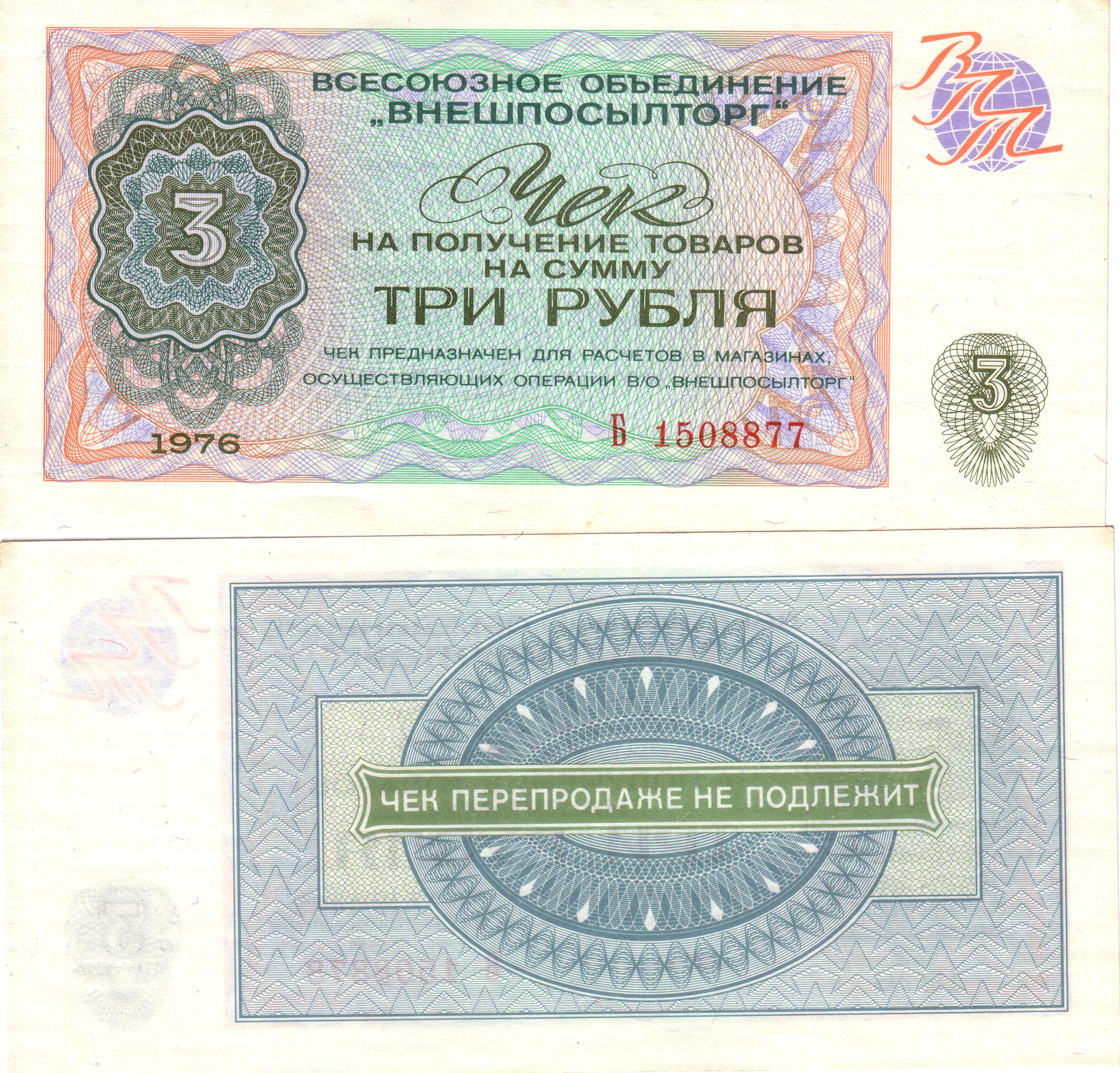
Валютный чек на 3 рубля Внешпосылторга. 1976 год
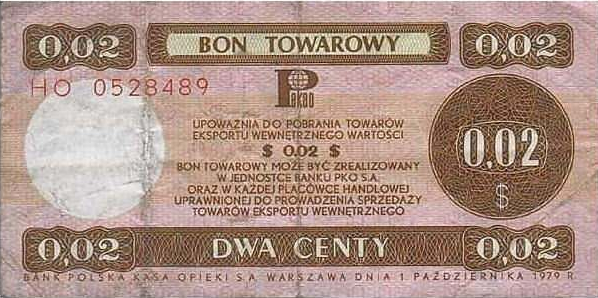
Польский товарный бон PeKaO
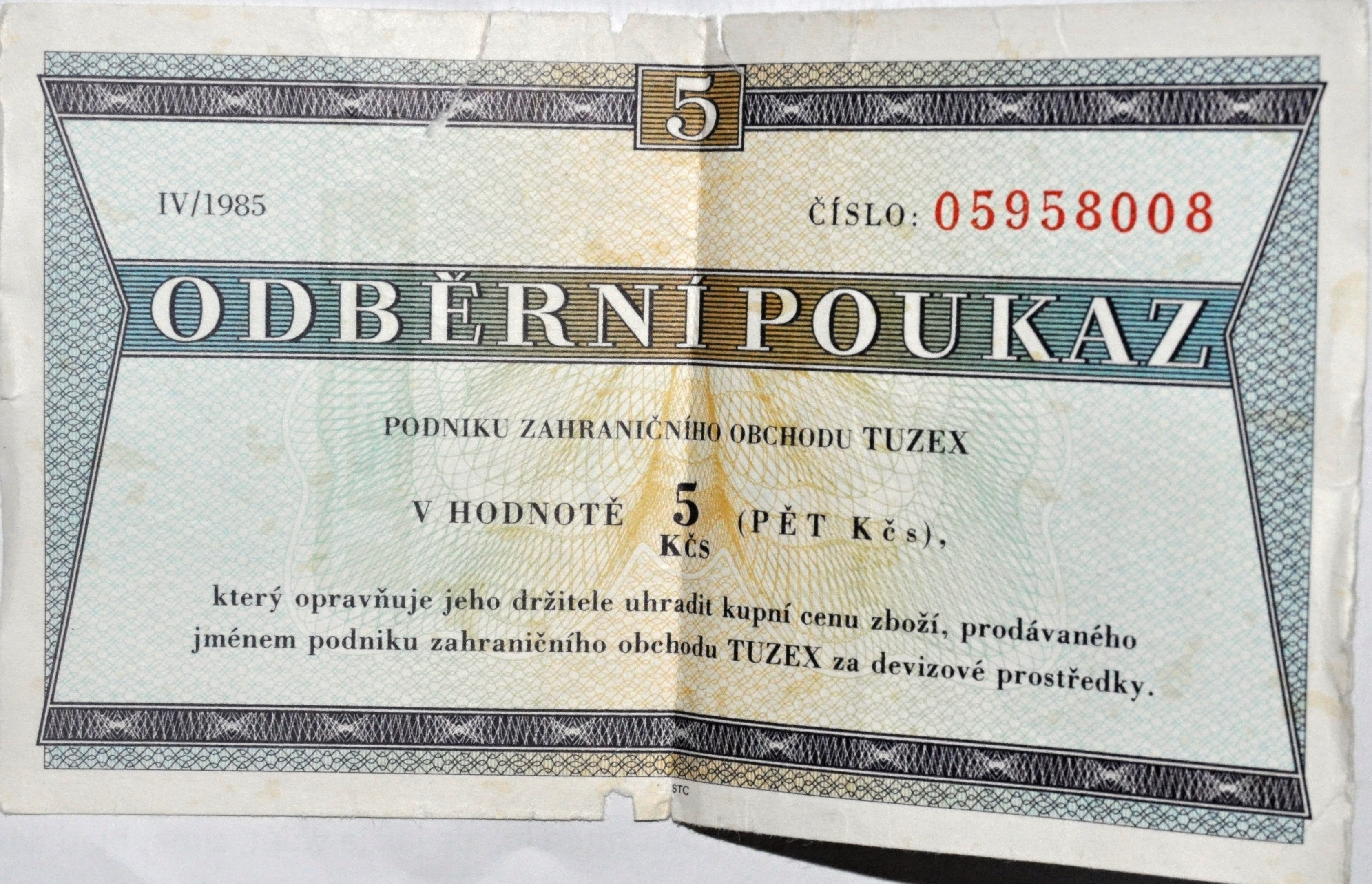
Ваучер Tuzex (ЧССР)
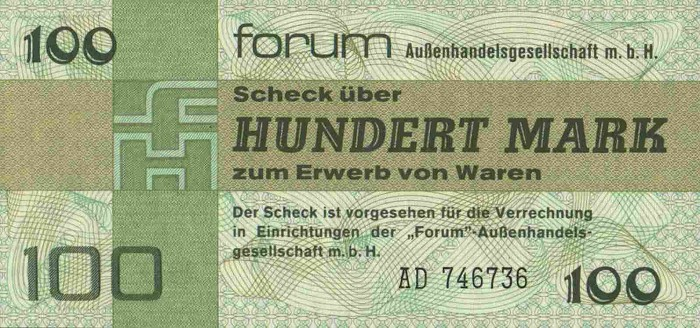
Форум-чек (ГДР)
3 конвертируемых песо (Куба)